# 青い地球の仲間たち
『青い地球の仲間たち』（あおいちきゅうのなかまたち）は、1982年10月5日から1983年9月27日まで日本テレビ系列局で放送されていた日本テレビ製作のドキュメンタリー番組である。放送時間は毎週火曜 19:00 - 19:30 （日本標準時）。

## 概要
世界各国の動物と自然をテーマにした番組で、フォークシンガーであり絵本作家でもあるイルカが案内役（ナレーター）を務めていた。このため、一部の番組表では「イルカの青い地球の仲間たち」と冠番組扱いされていた。
第25回（1983年）厚生省児童福祉文化奨励賞受賞作品。